# Massat
Massat (okcitansko Maçat) je naselje in občina v južnem francoskem departmaju Ariège regije Jug-Pireneji. Leta 1999 je naselje imelo 589 prebivalcev.

## Geografija
Naselje leži v pokrajini Languedoc v Pirenejih ob reki Arac, 36 km jugozahodno od središča departmaja Foix. V bližini se nahaja cestni prelaz Col de Port in jezero Étang de Lers (gorski masiv Lherz; po slednjem je poimenovana vrsta magmatske kamnine - lherzolit).

## Uprava
Massat je sedež istoimenskega kantona, v katerega so poleg njegove vključene še občine Aleu, Biert, Boussenac, Le Port in Soulan s 1.693 prebivalci.
Kanton je sestavni del okrožja Saint-Girons.

## Zanimivosti
- Notredamska cerkev,
- Marijina kapela.